# Derospidea brevicollis
Derospidea brevicollis är en skalbaggsart som först beskrevs av J. L. Leconte 1865.  Derospidea brevicollis ingår i släktet Derospidea och familjen bladbaggar. Inga underarter finns listade i Catalogue of Life.